# Zen Vision:M
La Zen Vision:M es un reproductor de audio portátil de la compañía Creative. Fue lanzado el 24 de diciembre de 2005. Dentro de la gama de reproductores Zen más grande y por lo tanto es la que tiene más características multimedia. Reproduce los archivos de audio MP3, WMA, WAV; los archivos de Video DivX, AVI, XviD, MPEG-1, MPEG-2, MPEG4, WMV-9, JPEG a movimiento; muestra imágenes en JPEG (Los formatos BMP, GIF, PNG, TIFF se pueden reproducir mediante conversiones); tiene radio grabable FM (solo modelo de 30 GB). Los videos e imágenes se pueden ver en televisión en una resolución de 640x480 (VGA) mediante un cable que se vende separado. La pantalla LCD despliega la información en un tamaño de 2.5", en una resolución de 320x240 (QVGA). La duración de la batería es de 16 horas reproduciendo audio y de 5 horas reproduciendo vídeo. El precio de la Visión:M está entre $249.99 y $299.99 USD dependiendo del tamaño. El modelo de 30GB está disponible en color blanco, negro, verde, azul y rosa. Como los otros reproductores de las series Vision y Micro, este modelo tiene botones parpadeantes.
El 31 de agosto de 2006, Creative anunció un nuevo modelo de 60GB. Además, esta nueva versión tiene un adaptador USB, que habilita transferir fotos al dispositivo directamente de una cámara digital e incluso memorias USB (USB Host). Está disponible en color blanco (solo en Asia) y negro, y es ligeramente más grueso que el modelo de 30GB. En Japón se lanzó una versión del Zen Vision:M de 60GB con el mismo grosor del modelo de 30GB.

## Premios
- Best in Show Award - (CNET.com, enero de 2006) - Premio al mejor de la muestra (por CNET)[4]
- Best of CES 2006 - MP3 and Portable Video category (CNET.com, enero de 2006) - Premio a lo mejor del CES de 2006 en la categoría de MP3 y vídeos portables (por CNET)
- Best of CES 2006 - Portable Video category (Laptop, enero de 2006) - Premio a lo mejor del CES de 2006 en la categoría de vídeos portables (por Laptop)
- Editor's Choice Award (PC Gamer, mayo de 2006) - La elección del editor (por PC Gamer)
- World Class Award (PC World, julio de 2006) - Premio de clase mundial (por PC World)
- Red Dot Design Award.[5]

## Características
| Característica                 | Descripción |
| ------------------------------ | --- |
| Capacidad                      | 30 GB / 60 GB |
| Tipo de memoria                | Disco duro |
| Dimensiones                    | 104 mm x 62 mm x 18.6 mm                                                                                          |
| Peso                           | 163g |
| Pantalla                       | 2.5 pulgadas TFT LCD                                                                                              |
| Resolución de la pantalla      | 320 x 240 píxeles                                                                                                 |
| Colores                        | 18-bit (262,144 colores)                                                                                          |
| Duración de la batería         | Reproducción de audio > 14horas (30 GB) / 17horas (60 GB) Reproducción de video > 4horas (30 GB) / 5horas (60 GB) |
| Tiempo de carga                | 6horas (2.5horas con el adaptador opcional, no incluido)                                                          |
| Formatos de video              | AVI, DivX / Xvid 4.x / 5.x, MPEG-1, MPEG-2, MPEG4-SP, WMV9, Motion-JPEG                                           |
| Formatos de audio              | MP3, WMA (incluyendo protección para WMA), WAV,                                                                   |
| Formatos de fotos              | JPEG, más de 16 megapixels (BMP, GIF, y TIFF con software de conversión incluido)                                 |
| Batería                        | Batería recargable Li-Ion no desmontable                                                                          |
| Signal-to-noise ratio          | Up to 96dB |
| Harmonic distortion Output     | <0.1% |
| Frecuencia de respuesta        | 20 Hz - 20 kHz |
| Tipos de EQ                    | Acústico, Clásico, Disco, Jazz, New Age, Pop, Rock, Vocal y un modo personalizado                                 |
| Album art source               | Folder.jpg or Direct Album Art ID3 tag on MP3 file                                                                |
| Salida de audio                | 3.5 mm stereo mini-jack, altavoz incorporado para el usuario                                                      |
| Salida de vídeo                | Composite TV-Out: soporta los sistemas NTSC y PAL (resolución:640 x 480 píxeles)                                  |
| cuota de grabación por archivo | 10 h |
| radio FM preseleccionados      | 32 |
| Tipo de conexión               | USB1.1 / 2.0, MTP                                                                                                 |
| Disco extraíble                | 16 GB (30 GB) / 32 GB (60 GB)                                                                                     |
| PIM                            | Sincronizador con Microsoft Outlook Contactos, Calendario y Tareas                                                |
| System requirements            | Windows Vista o XP (Compatible con Windows 2000, Me y Windows 98)                                                 |